# 松田盛秀
松田盛秀（まつだもりひで，生卒年不詳）戰國時代武將，後北條氏家臣。出仕北條早雲、北條氏綱及北條氏康三代。子松田憲秀、松田康隆。弟松田康定，姪松田康長、松田康鄉。尾張守。本名顯秀，因拜受主君北條早雲（伊勢盛時）的名諱盛而改名。